# Villalbos
Villalbos is een plaats in de Spaanse gemeente Valle de Oca, in de provincie Burgos in de regio Castilië en León. In 2007 telde Villalbos 25 inwoners. Villalbos ligt in het dal van de rivier Oca, een zijrivier van Ebro door de rechter oever. In het dorp staat de kerk Van St. Thomas van de Apostel.

## Verhaal
Castiliaan Graaf Don Rodrigo Díaz, is bekend als Mozarabic "Abolmondar Albo", bevolkt in het begin van de tiende eeuw, gelegen nederzettingen op de oever van de rivier de Oca, die voortvloeien uit de huidige stad van Villalbos (Albo).

## Fotogalerij

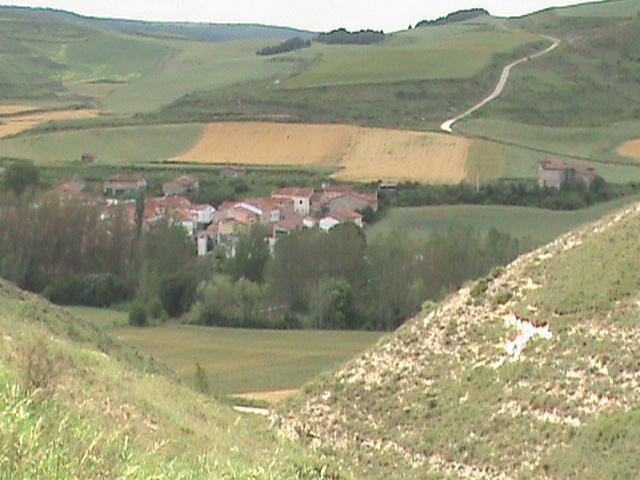
Villalbos
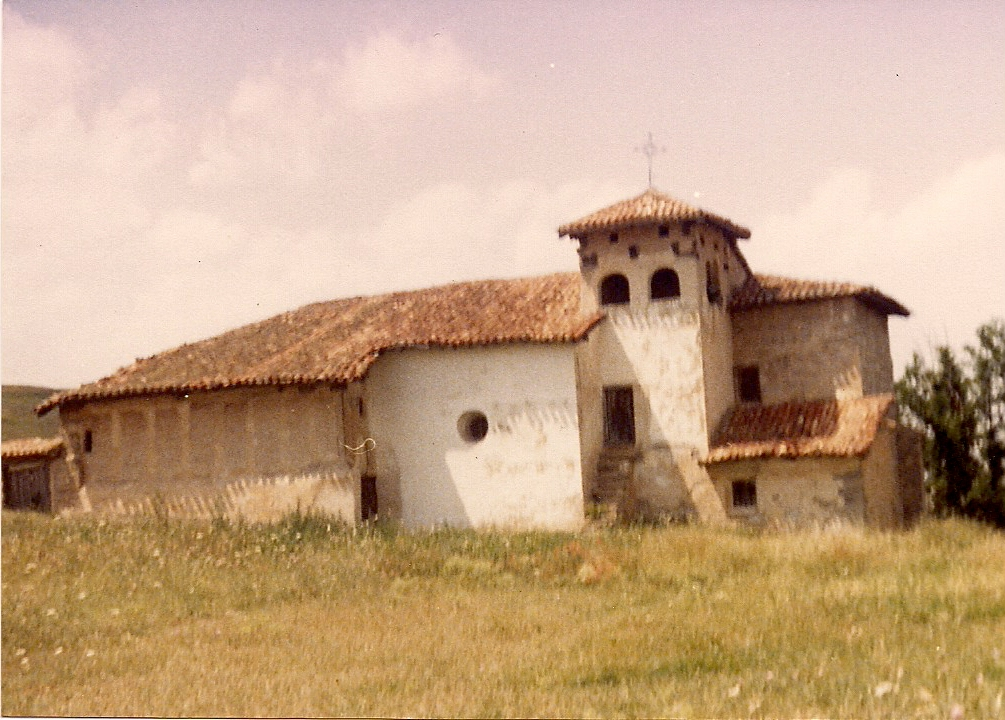
Kerk van Villalbos(1986)
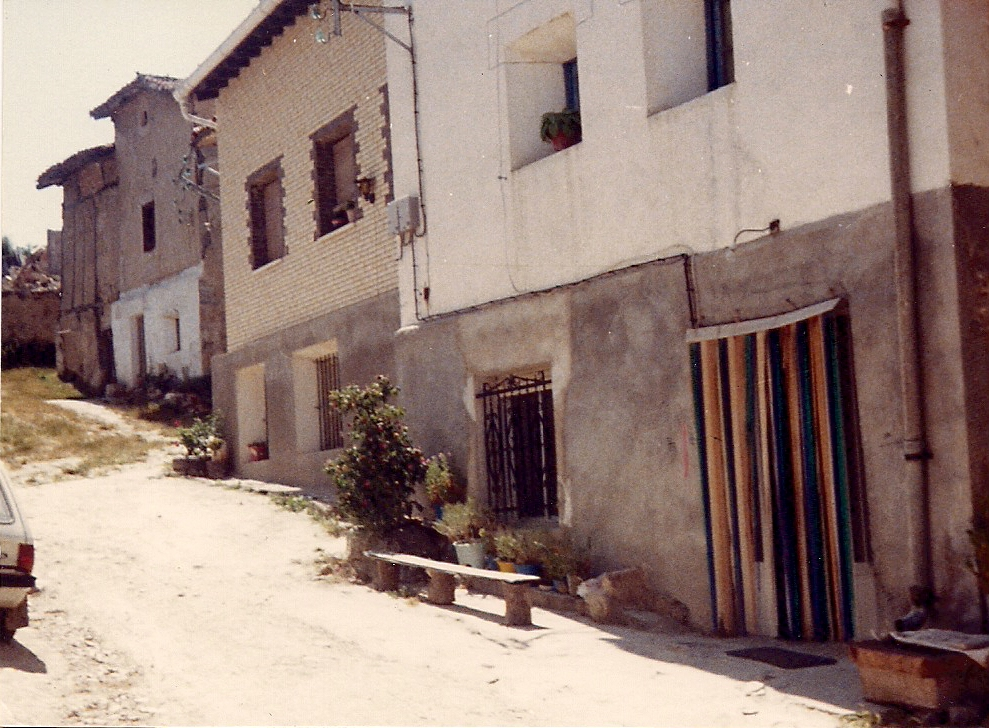
La Florstraat(1986)

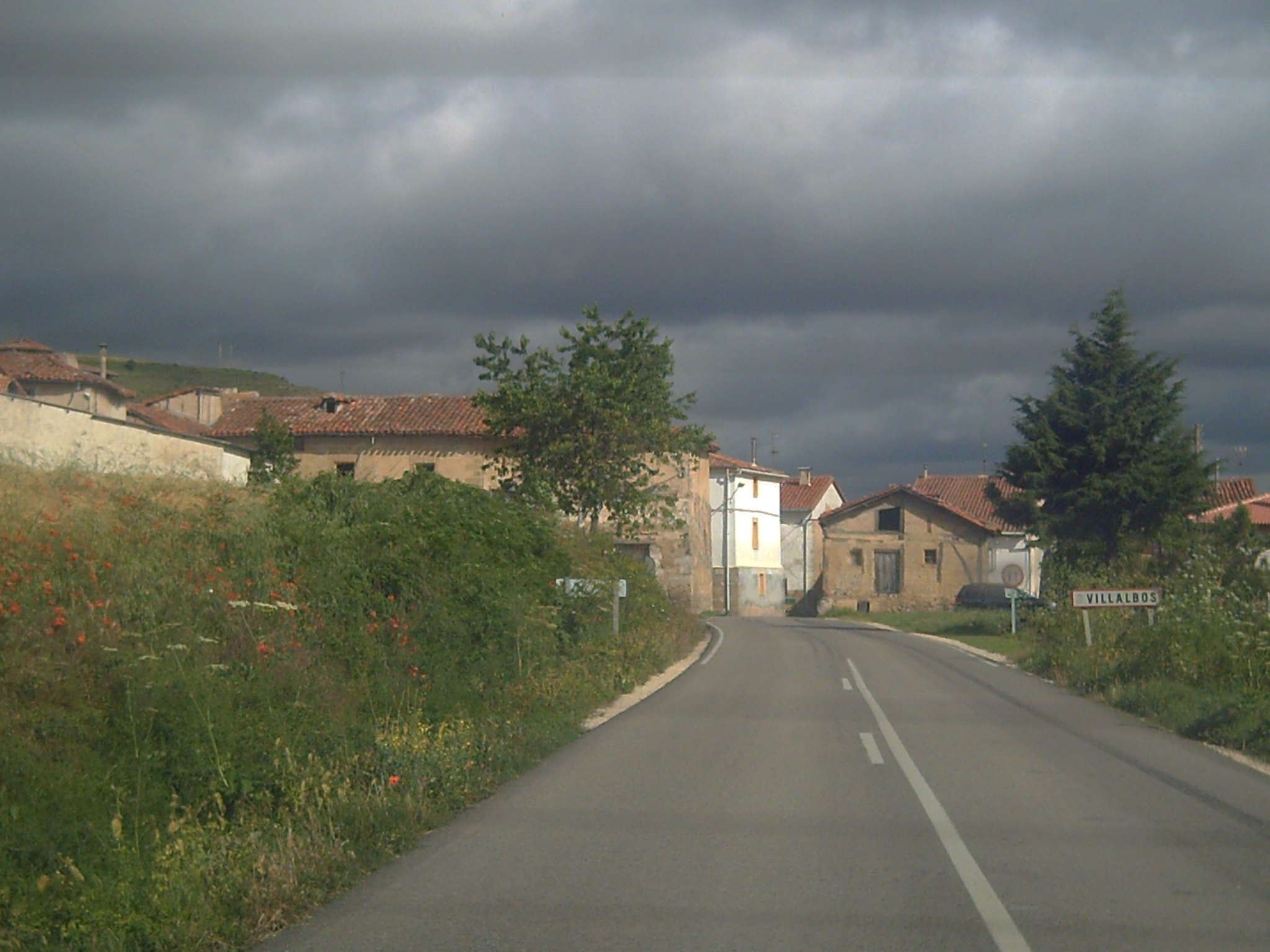
Villalbos Sud(2008)
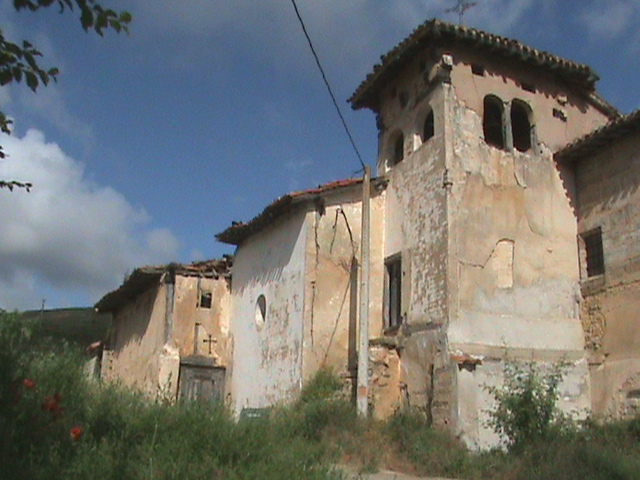
Kerk van Villalbos(2008)
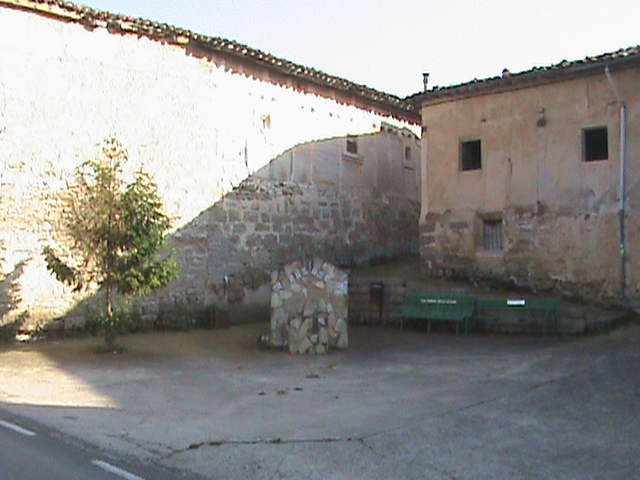
St. Thomasplatz(2008)

## Demografie
| 1842 | 1857 | 1860 | 1877 | 1887 | 1897 | 1900 | 1910 | 1920 | 2007 |
| ---- | ---- | ---- | ---- | ---- | ---- | ---- | ---- | ---- | ---- |
| 109  | 153  | 169  | 124  | 116  | 126  | 120  | 133  | 129  | 25   |